# 上妙寺 (江東区)
上妙寺（じょうみょうじ）は、東京都江東区にある日蓮宗の寺院。

## 概要
1625年（寛永2年）、荻勘七郎の開基である。
荻勘七郎は、大和国（現・奈良県）出身で、2人の弟とともにこの地を開拓し、「荻新田」と名付けた。その開拓地の一角に設けた寺が当寺の起源である。
当寺には、海中から出現した鬼子母神像を安置していることで知られている。

## 交通アクセス
- 東大島駅より徒歩15分。